# Deltawerk Lindner
Die Deltawerk Lindner GmbH war ein Automobilhersteller, der in München beheimatet war. Von 1954 bis 1955 wurde dort der Kleinwagen Delta gebaut.

## Beschreibung
Der dreirädrige Wagen hatte einen Einzylinder-Zweitaktmotor von ILO. Der Motor leistete 9,5 PS aus 197 cm³ Hubraum. Er trieb über ein Dreiganggetriebe und eine Kette das einzelne Hinterrad an. Der Aufbau war ein offener Zweisitzer mit Verdeck. Die Türen waren hinten angeschlagen. Die Konstruktion stammte von Ludwig Auer.
In zwölf Monaten entstanden laut einer Quelle nur sieben Exemplare. Eine andere Quelle gibt zwölf Fahrzeuge an.